# جورج راسيل
جورج راسيل (بالإنجليزية: George Russell) هو عازف جاز وملحن وعازف بيانو أمريكي، ولد في 23 يونيو 1923 في سينسيناتي في الولايات المتحدة، وتوفي في 27 يوليو 2009 في بوسطن في الولايات المتحدة بسبب مرض آلزهايمر.

## وصلات خارجية
- الموقع الرسمي
- جورج راسيل على موقع ميوزك برينز (الإنجليزية)
- جورج راسيل على موقع أول ميوزيك (الإنجليزية)
- جورج راسيل على موقع ديسكوغز (الإنجليزية)